# 福尔卡雷
福尔卡雷，是西班牙加利西亚自治区蓬特韦德拉省的一个市镇。 总面积168平方公里，总人口4801人（2001年），人口密度29人/平方公里。